# Sigi, der Straßenfeger
Sigi, der Straßenfeger ist eine deutsche Filmkomödie aus dem Jahre 1984 von Wolf Gremm mit Harald Juhnke in der Titelrolle.

## Handlung
Sigi Stenz arbeitet als Straßenfeger in Berlin und ist mit seinem bescheidenen und einfachen Leben eigentlich recht zufrieden. Er ist genügsam und erwartet nicht allzu viel. Eines Tages stolpert er unvermutet über eine Kiste, die sein Leben von Grund auf verändern soll. Nachdem Sigi sie geöffnet hat, findet er dort neben einigen Havanna-Zigarren sorgfältig gebündelte Banknoten in einem Gesamtwert von 300.000 DM. Daneben liegt auch noch ein Foto, das Sigis Chef Baltuschek in trauter Zweisamkeit mit einer jungen, reichen Unternehmerin zeigt. Ausgerechnet jene Dame mit Namen Jane Wolf aber bewirbt sich mit allen Mitteln um Großaufträge aus städtischer Hand und ist bereit, dafür so manchen Geldschein zu verteilen.
Sigi zieht einen Freund, den ursprünglich aus Sizilien stammenden Trödelhändler Luigi ins Vertrauen. Gemeinsam geraten die beiden in einen Strudel aus Missverständnissen, Verfolgungsjagden und Erpressungsversuchen. Baltuschek und Jane, die bald Sigi kennen lernt und diesen zu becircen versucht, bemühen sich inständig, sowohl des Geldes als auch des kompromittierenden Fotos wieder habhaft zu werden. Sigi Stenz, kein Kostverächter, lässt sich gern von der hübschen Unternehmerin umgarnen, und bald wird aus dem gegenseitigen Belauern mehr: Die abgezockte Jane Wolf beginnt, sich in den einfachen Berliner Straßenkehrer zu verlieben. Dagegen wiederum haben Kumpel Luigi und Sigis kesses Töchterchen Willi, deren wichtigste Eigenschaft ein vorlautes Mundwerk ist, einiges einzuwenden, und sie versuchen, die sich anbahnende Romanze zwischen diesen beiden so ungleichen Menschen nach Leibeskräften zu sabotieren.
Derweil versucht Sigis Chef Baltuschek, mit immer größerem Nachdruck, „sein“ Korruptionssümmchen wiederzubeschaffen und erweist sich bei seiner Vorgehensweise und der Wahl seiner Mittel als nicht eben zimperlich. Mit viel List und Tücke kann Sigi jedoch den ihm nachstellenden Straßenkehrer-Boss abschütteln, hat es aber auch noch mit einem penetranten Sensationsjournalisten zu tun. Bei seinen raffinierten „Fluchtversuchen“ benützt Sigi so manche Maskerade, und am Ende findet er auch sein persönliches Liebesglück.

## Produktionsnotizen
Sigi, der Straßenfeger entstand im Herbst 1983 und Winter 1983/84 und lief am 18. Oktober 1984 in Wiesbaden an.
Eberhard Junkersdorf firmierte als Koproduzent. Barbara Baum entwarf die Kostüme, Dietmar H. Suhr zeichnete für die Ausstattung verantwortlich.
Die zur Drehzeit elfjährige Nicolette Krebitz, die Harald Juhnkes naseweise Tochter spielt, gab hier ihr Schauspieldebüt.

## Kritiken
Harald Juhnke selbst war von dem Ergebnis mehr als enttäuscht und gab die Schuld dafür dem Regisseur, wie er Anfang 1993 in einem Spiegel-Interview zu seiner lang anhaltenden Karriere als Theater-, Film- und Fernsehkünstler verriet: „Kein Mensch wußte, was er mit mir machen sollte, von Anfang an. Schon im Theater war ich für die Liebhaberrollen ganz ungeeignet, und für einen Kino-Lover sah ich nicht gut genug aus. Das mußten ja immer hübsche Jungens sein. Und ick durfte dann nur det heitere, komische Element sein, das immer über irgendwelche Tannen, Tassen und Teller stolpert. Mit diesem Talmi habe ich Schluß gemacht und mir nur noch einen bösen Rückfall erlaubt. Das war 1984 der Schwachsinnsfilm ‚Sigi, der Straßenfeger‘ von Wolf Gremm. In der Branche werden schlechte Filme bekanntlich in Gremm gemessen.“

„Nach langjähriger Kinoabstinenz ist Harald Juhnke nun erstmals wieder auf der Leinwand zu sehen. […] Vielleicht hat er auf einen Regisseur wie Wolf Gremm gewartet, der zu unseren beflissensten Filmemachern zählt. Nicht immer von Erfolg verwöhnt, hat der unermüdliche Gremm mit seiner neuen Komödie und der großen Popularität von Harald Juhnke jetzt die große Chance, einen Kassenerfolg zu landen.“

„Die satirischen Absichten des Films gehen in plattem Klamauk unter, was bleibt, ist ein angestaubt wirkender Film von dürftigem Unterhaltungswert.“